# Европско првенство у атлетици у дворани 1982 — скок увис за жене
Такмичење у скоку увис у женској конкуренцији на 13. Европском првенству у атлетици у дворани 1982. године одржано је 7. марта.  у Спортској дворани Сан Сиро у Милану, (Италија).
Титулу европске првакиње освојену на Европском првенству у дворани 1991. у Греноблу није бранила Сара Симеони из Италије.

## Земље учеснице
Учествовалло је 16 такмичарки из 11 земаља.
1. Белгија (1)
2. Бугарска (1)
3. Источна Немачка (2)
4. Француска (1)
5. Уједињено Краљевство (2)
6. Мађарска (2)
7. Италија (1)
8. Пољска (1)
9. Совјетски Савез (1)
10. Швајцарска (1)
11. Западна Немачка (3)

## Рекорди
| Рекорди пре почетка Европског првенства у дворани 1982.     | Рекорди пре почетка Европског првенства у дворани 1982. | Рекорди пре почетка Европског првенства у дворани 1982. | Рекорди пре почетка Европског првенства у дворани 1982. | Рекорди пре почетка Европског првенства у дворани 1982. | Рекорди пре почетка Европског првенства у дворани 1982. |
| ----------------------------------------------------------- | ------------------------------------------------------- | ------------------------------------------------------- | ------------------------------------------------------- | ------------------------------------------------------- | ------------------------------------------------------- |
| Светски рекорд у дворани                                    | Колин Сомерс                                            | САД                                                     | 2.00                                                    | Отава, Канада                                           | 13. фебруар 1992                                        |
| Европски рекорд у дворани                                   | Андреа Матаи                                            | Мађарска                                                | 1,98                                                    | Будимпешта, Мађарска                                    | 17. фебруар 1979.                                       |
| Рекорди европских првенстава у дворани                      | Сара Симеони                                            | Италија                                                 | 1,95                                                    | Зинделфинген, (Западна Немачка)                         | 1, март 1980.                                           |
| Најбољи светски резултат сезоне у дворани                   | Колин Сомерс                                            | САД}                                                    | 2,00                                                    | Отава, Канада                                           | 13. фебруар 1982.                                       |
| Најбољи европски резултат сезоне у дворани                  | Жана Некрасова                                          | СССР                                                    | 1,97                                                    | Москва, СССР                                            | 13. фебруар 1982.                                       |
| Рекорди после завршеног Европског првенства у дворани 1982. |                                                         |                                                         |                                                         |                                                         |                                                         |
| Европски рекорд у дворани                                   | Урлике Мајнфарт Андеа Биниас Каталин Штерк              | Западна Немачка · Источна Немачка · Мађарска            | 1,99                                                    | Милано, Италија                                         | 7. март 1982                                            |
| Рекорди европских првенстава у дворани                      | Урлике Мајнфарт Андеа Биниас Каталин Штерк              | Западна Немачка · Источна Немачка · Мађарска            | 1,99                                                    | Милано, Италија                                         | 7. март 1982                                            |
| Најбољи европски резултат сезоне у дворани                  | Урлике Мајнфарт Андеа Биниас Каталин Штерк              | Западна Немачка · Источна Немачка · Мађарска            | 1,99                                                    | Милано, Италија                                         | 7. март 1982                                            |

## Освајачи медаља
|                                 |                              |                        |
| Урлике Мајнфарт Западна Немачка | Андеа Биниас Источна Немачка | Каталин Штерк Мађарска |

## Резултати
|     | Атлетичарка      | Земља                | Резултат | Белешка   |
| --- | ---------------- | -------------------- | -------- | --------- |
|     | Урлике Мајнфарт  | Западна Немачка      | 1,99     | ЕРд, РЕПд |
|     | Андеа Биниас     | Источна Немачка      | 1,99     | ЕРд, РЕПд |
|     | Каталин Штерк    | Мађарска             | 1,99     | ЕРд, РЕПд |
| 4.  | Керстин Деднер   | Источна Немачка      | 1,84     |           |
| 5.  | Дијана Елиот     | Уједињено Краљевство | 1,94     | НРд       |
| 6.  | Тамара Бикова    | Совјетски Савез      | 1,91     |           |
| 7.  | Андреа Бредер    | Западна Немачка      | 1,91     |           |
| 8.  | Елжбјета Кравчук | Пољска               | 1,88     |           |
| 9.  | Кристин Сотевеј  | Белгија              | 1,85     |           |
| 10. | Мариз Еванже-Епе | Француска            | 1,88     |           |
| 11. | Габи Мајер       | Швајцарска           | 1,85     |           |
| 11. | Људмила Андонова | Бугарска             | 1,85     |           |
| 13. | Ане Хајтман      | Западна Немачка      | 1,85     |           |
| 14. | Сандра Дини      | Италија              | 1,85     |           |
| 14. | Емесе Бела       | Мађарска             | 1,85     |           |
| 16. | Ан-Маеи Колдинг  | Уједињено Краљевство | 1,85     |           |

## Укупни биланс медаља у скоку увис за жене после 13. Европског првенства у дворани 1970—1982.
|     | Земља           |    |    |    |    |
| --- | --------------- | -- | -- | -- | -- |
| 1.  | Источна Немачка | 4  | 3  | 2  | 9  |
| 2.  | Италија         | 4  | 0  | 0  | 4  |
| 3.  | Западна Немачка | 1  | 3  | 1  | 5  |
| 4.  | Чехословачка    | 1  | 1  | 2  | 4  |
| 5.  | Мађарска        | 1  | 1  | 2  | 4  |
| 5.  | Бугарска        | 1  | 0  | 1  | 2  |
| 7.  | Аустрија        | 1  | 0  | 0  | 1  |
| 8.  | Пољска          | 0  | 2  | 3  | 5  |
| 9.  | Румунија        | 0  | 1  | 1  | 2  |
| 10. | Француска       | 0  | 1  | 0  | 1  |
| 10. | Совјетски Савез | 0  | 1  | 0  | 1  |
| 12. | Холандија       | 0  | 0  | 1  | 1  |
|     | Укупно {12}     | 13 | 13 | 13 | 39 |

|     | Атлетичарка        | Земља           |   |   |   |   |
| --- | ------------------ | --------------- | - | - | - | - |
| 1.  | Сара Симеони       | Италија         | 4 | 0 | 0 | 4 |
| 2.  | Роземари Акерман   | Источна Немачка | 3 | 0 | 0 | 3 |
| 3.  | Милада Карбанова   | Чехословачка    | 1 | 1 | 2 | 4 |
| 4.  | Улрике Мејфарт     | Западна Немачка | 1 | 1 | 1 | 3 |
| 5.  | Андреа Матаи       | Мађарска        | 1 | 1 | 0 | 2 |
| 6.  | Рита Шмит          | Источна Немачка | 1 | 0 | 2 | 3 |
| 7.  | Јорданка Благоева  | Бугарска        | 1 | 0 | 1 | 2 |
| 9.  | Рита Гилдемајстер  | Источна Немачка | 0 | 2 | 0 | 2 |
| 9.  | Бригите Холлцаплер | Западна Немачка | 0 | 2 | 0 | 2 |
| 10, | Урсула Кјелан      | Пољска          | 0 | 1 | 3 | 4 |
| 11. | Корнелија Попеску  | Румунија        | 0 | 1 | 1 | 2 |